# 杨旭东
杨旭东（？—），清华大学建筑环境研究所副所长、教授。主要从事建筑节能及新能源应用等方面的研究工作。入选中华人民共和国教育部第七批"长江学者"特聘教授，担任国际能源署建筑与社区节能委员会执委会委员。